# Бузалково
Буза́лково (колишнє Єленоводиця; мак. Бузалково) — село у Північній Македонії, входить до складу общини Велес Вардарського регіону.
Населення — 1456 осіб (перепис 2002) в 324 господарствах.